# Еллінгтон (Вісконсин)
Еллінгтон (англ. Ellington) — місто (англ. town) в США, в окрузі Автаґемі штату Вісконсин. Населення — 3174 особи (2020).

## Демографія
Згідно з переписом 2010 року, у місті мешкало 2758 осіб у 984 домогосподарствах у складі 788 родин. Було 1052 помешкання
Расовий склад населення:
| - 98,2 % — білих - 0,6 % — азіатів - 0,2 % — корінних американців - 0,1 % — чорних або афроамериканців |

До двох чи більше рас належало 0,5 %. Частка іспаномовних становила 1,5 % від усіх жителів.
За віковим діапазоном населення розподілялося таким чином: 25,9 % — особи молодші 18 років, 64,2 % — особи у віці 18—64 років, 9,9 % — особи у віці 65 років та старші. Медіана віку мешканця становила 41,2 року. На 100 осіб жіночої статі у місті припадало 105,7 чоловіків;  на 100 жінок у віці від 18 років та старших — 104,8 чоловіків також старших 18 років.
Середній дохід на одне домашнє господарство  становив 87 547 доларів США (медіана — 72 188), а середній дохід на одну сім'ю — 100 836 доларів (медіана — 87 823). Медіана доходів становила 52 853 долари для чоловіків та 44 722 долари для жінок. За межею бідності перебувало 4,3 % осіб, у тому числі 4,7 % дітей у віці до 18 років та 4,8 % осіб у віці 65 років та старших.
Цивільне працевлаштоване населення становило 1703 особи. Основні галузі зайнятості: виробництво — 30,4 %, освіта, охорона здоров'я та соціальна допомога — 14,8 %, будівництво — 13,6 %.